# Barry Adamson
Barry Adamson es un músico inglés de rock que ha trabajado con grupos como Magazine, Buzzcocks, Ludus, Visage, The Birthday Party, Nick Cave and the Bad Seeds, Luxuria y Pan Sonic; además de colaborar en las carreras solistas de Howard Devoto (cantante de Buzzcocks y Magazine) y Pete Shelley (cantante y guitarrista de Buzzcocks).
Desde finales de la década de 1980, está dedicado a su carrera solista, aunque desde 2009 está dedicando tiempo en la reformada banda Magazine, con quien está haciendo giras. También ha hecho bandas sonoras para David Lynch.

## Biografía

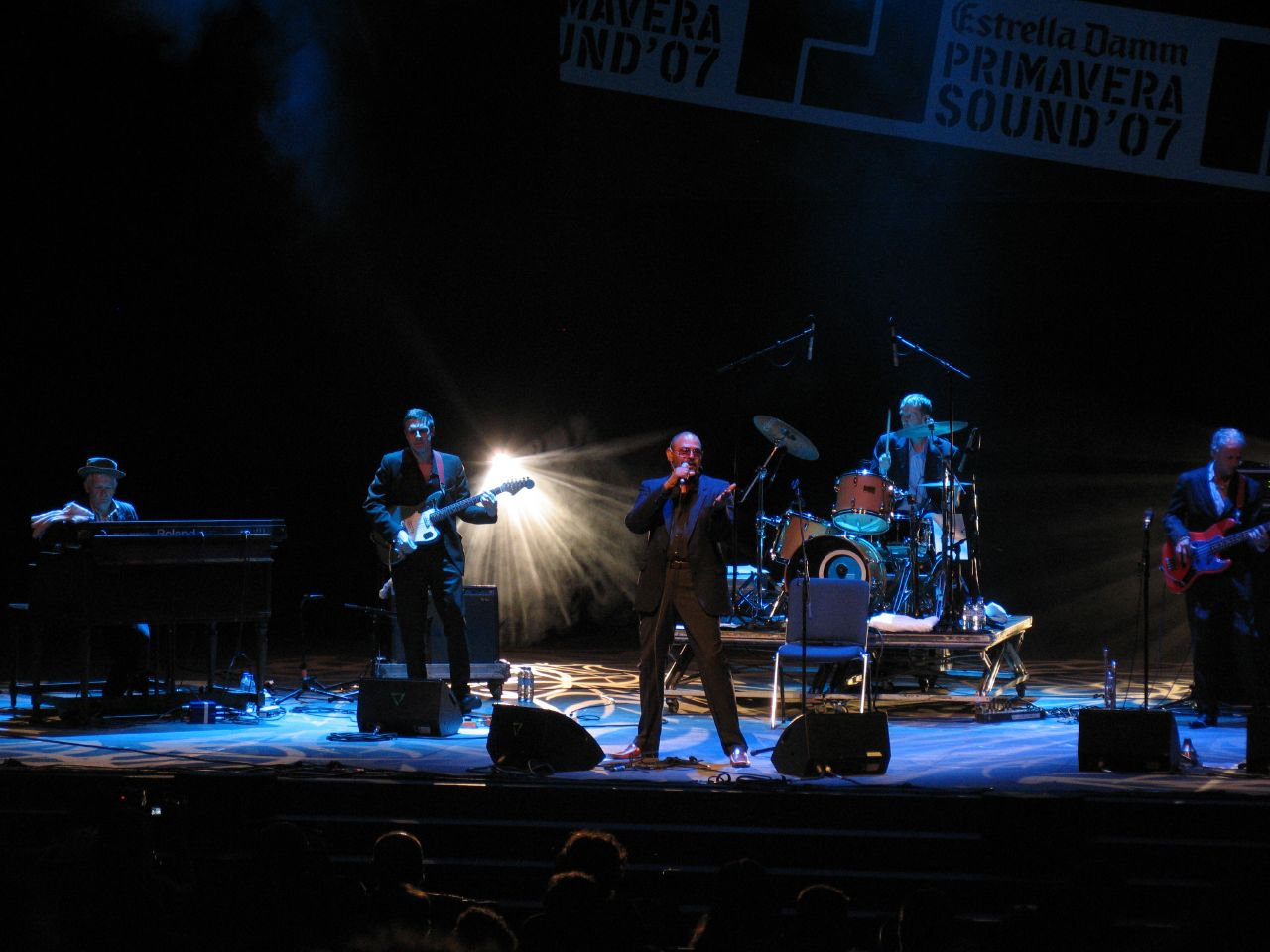
Barry Adamson durante su actuación en el Festival Primavera Sound 2007.

Nació en Moss Side, Mánchester, el 11 de junio de 1958. De niño compone su primera canción, "Brain Pain" . En sus primeros años se influenció por la música de Motown, el jazz, el glam rock de David Bowie, Roxy Music y Alice Cooper, y Led Zeppelin.

### Magazine
Siendo estudiante de diseño gráfico en la escuela de arte de Stockport, se interesa en la ola de punk rock, lo cual hace que deje la carrera y se enseñe asimismo el bajo. A finales de 1977 responde a un aviso hecho por Howard Devoto para formar una banda, la cual sería Magazine. Durante sus años con la banda graba cinco álbumes y sería, junto con Devoto, su miembro permanente de inicio a fin; a finales de 1977 también ingresó, por breve tiempo, a Buzzcocks, en reemplazo de Garth Smith.
Con Magazine, lanza el sencillo Shot By Both Sides y el primer álbum Real Life, ambos en 1978, con los que la banda comienza a ser influyente. Sin embargo, los posteriores álbumes, Secondhand Daylight, de 1979, The Correct Use Of Soap, de 1980, y Magic, Murder And The Weather, de 1981, aunque también influyentes, no lograron buenos éxitos comerciales. La banda se separó en 1981, siendo Adamson, el único miembro permanente de la banda desde su fundación.

### Visage
En 1979, mientras estaba en Magazine, Steve Strange lo llama a él, junto a sus compañeros de banda, John McGeoch y Dave Formula, para formar parte del proyecto musical que fundó, Visage, conformado también por los ex-Rich Kids, Midge Ure y Rusty Egan, y el teclista de Ultravox, Billy Currie. Ese año, el grupo lanza el sencillo Tar, y al año siguiente, el álbum homónimo, Visage, y el sencillo Fade To Grey, que destacan a la banda como una de las representantes del movimiento new romantic que se imponía en el Reino Unido.
Para el siguiente álbum, The Anvil, solo se limita a ser un músico invitado. Ese sería su último álbum con el grupo.

### Nick Cave
Separado Magazine, se va a Londres, donde conoce a Nick Cave, un australiano que había formado parte del célebre grupo The Birthday Party, con quien forma Nick Cave and the Bad Seeds. Permanece ahí hasta 1986, cuando se aleja de Cave y se propuso una carrera solista.

### Solista
Lanzó su primer trabajo en solitario en Mute Records en 1988, "Moss Side Story".

## Discografía
Discos
| Año  | Título                                           |
| 2008 | Back to the Cat                                  |
| 2006 | Stranger on the Sofa                             |
| 2002 | King of Nothing Hill                             |
| 1999 | The Murky World of Barry Adamson (recopilatorio) |
| 1998 | As Above, So Below                               |
| 1996 | Oedipus Schmoedipus                              |
| 1993 | The Negro Inside Me                              |
| 1992 | Soul Murder                                      |
| 1989 | Moss Side Story                                  |

EP
| Año  | Título                              |
| 1998 | Can't Get Loose                     |
| 1996 | Achieved In The Valley Of The Dolls |
| 1995 | The Big Bamboozle                   |
| 1995 | Movieology                          |
| 1992 | Cinema Is King                      |
| 1989 | Taming of the Shrewd                |

Sencillos
| Año  | Título                                              |
| 2006 | "The Long Way Back Again" (CD y 7")                 |
| 2002 | "Whispering Streets"                                |
| 2002 | "Black Amour"                                       |
| 2001 | "Motorlab #3" (con Pan Sonic)                       |
| 1999 | "The Crime Scene"                                   |
| 1998 | "Jazz Devil"                                        |
| 1998 | "What it Means"                                     |
| 1991 | "These Boots Are Made For Walking" (con Anita Lane) |
| 1988 | "The Man With The Golden Arm"                       |

Bandas sonoras
| Año  | Título              |
| 1997 | To Have And To Hold |
| 1991 | Delusion            |